# 石川善盛

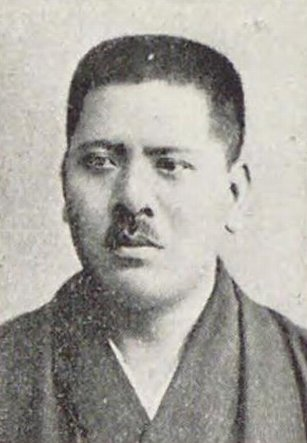
石川善盛

石川 善盛（いしかわ よしもり、1888年（明治21年）9月23日 - 1946年（昭和21年）1月18日）は、日本の衆議院議員（立憲政友会→政友本党）。弁護士。

## 経歴
沖縄県中頭郡美里村（現在の沖縄市）出身。1917年（大正6年）、東京帝国大学法科大学英法科を卒業し、弁護士を開業した。
1920年（大正9年）、第14回衆議院議員総選挙に出馬し、当選を果たした。
その他に沖縄産業株式会社取締役を務めた。